# ダヴィド・コフナツキ
ダヴィド・コフナツキ（Dawid Kownacki, 1997年3月14日 - ）は、ポーランド・ルブシュ県ゴジュフ・ヴィエルコポルスキ出身の同国代表プロサッカー選手。ポジションはFW。

## 経歴

### クラブ
2005年にレフ・ポズナンのアカデミーに入団。2013-14シーズンにトップチームに昇格し、12月にトップリーグ・エクストラクラサデビュー。翌年2月のMKSポゴニ・シュチェチン戦で、プロ初ゴールを記録。その後もチームとユース代表でゴールを量産し、"次世代のロベルト・レヴァンドフスキ"として、注目を集める。
2017年7月11日、イタリア・セリエAのUCサンプドリアと5年契約を締結。同年11月28日のコッパ・イタリアでの対デルフィーノ・ペスカーラ1936戦で、移籍後初ゴールを記録した。
2019年1月31日、ドイツ・ブンデスリーガのフォルトゥナ・デュッセルドルフにシーズン終了までのレンタル移籍。契約には買取オプションが含まれている。
2019年6月30日、再びデュッセルドルフに買取オプション付きのレンタルで加入。2020年1月、買取オプションが行使され2023年までの契約を結んだ。
2022年2月2日、古巣であるレフ・ポズナンへシーズン終了までのレンタル移籍が発表された。
2023年5月22日、ヴェルダー・ブレーメンへの移籍が発表された。

### 代表
2011年からユース世代のポーランド代表に招集され、各世代の代表でゴールを量産。ユース代表では通算25ゴールを記録。2018年3月の対韓国戦で、フル代表デビューを果たした。

## 代表歴

### 出場大会
- ポーランド代表
  - 2018 FIFAワールドカップ

### 試合数
- 国際Aマッチ 7試合 1得点（2018年-2021年）[8]

| ポーランド代表 | 国際Aマッチ | 国際Aマッチ |
| 年             | 出場        | 得点        |
| -------------- | ----------- | ----------- |
| 2018           | 4           | 1           |
| 2019           | 2           | 0           |
| 2020           | 0           | 0           |
| 2021           | 1           | 0           |
| 通算           | 7           | 1           |